# くまもとアートポリス
くまもとアートポリス（Kumamoto Artpolis，略称：KAP）とは、建築や都市計画を通して文化の向上を図ろうというコンセプトで実施されている熊本県の事業。1988年から行われている。現建築コミッショナー（第3代）は建築家の伊東豊雄。
当時知事を務めていた細川護煕は、高度経済成長によって画一的になってしまった日本の町並みを反省し「熊本らしい田園文化圏の創造」を目標として掲げ、後世に残し得る文化を熊本県で実現させることを目指していた。1987年に西ドイツで開催されていたベルリンIBA（国際建築展、国際建設展覧会）を視察したことにヒントを得て、建築をはじめとする環境デザイン全般に対する意識、都市文化・建築文化の向上を図ることを目的としてはじめたプロジェクトである。
名称は細川護熙と磯崎新との会談で決定したとされる。
なお、以下の項目中の施設名・プロジェクト名はくまもとアートポリス公式情報によるものであり、正式な施設名等とは異なる場合がある。また同一名称の他施設との区別がしづらい場合など必要に応じて注釈を入れている。

## 特色
くまもとアートポリスによるプロジェクト施設は115件が竣工しており（2022年１月現在）、海外メディアにも「県全体が建築博物館である世界にも類を見ない地域」として紹介されている。
公共建築は、競争入札により設計者を決めることが通常であるが、くまもとアートポリスにおいては、設計者の選定についてコミッショナーに全権が与えられるという特殊な制度を取っており、これが最大の特徴となっている。
グランドデザインは持たず、個々の建築については各設計者に任される。民間施設の参加も可能であるが事例は少ない。これにより作られた施設自体には「K.A.P.」の銘板が埋め込まれ、設計者や施工者が明記されている。
上記のコミッショナー制度により、著名な建築家を招いたり、また若手の建築家に公共建築に携わる機会を与える登龍門的な役割を持ったりと、日本において建築を志す者にとって、熊本県は東京・大阪などの大都市とともに、無視できない地域となっている。
過去においては、富山県・岡山県・広島市などにおいても同様のプロジェクトが設けられた時期があったが、30年4代の知事にわたって制度が持続しているのは熊本県だけである。

## 評価

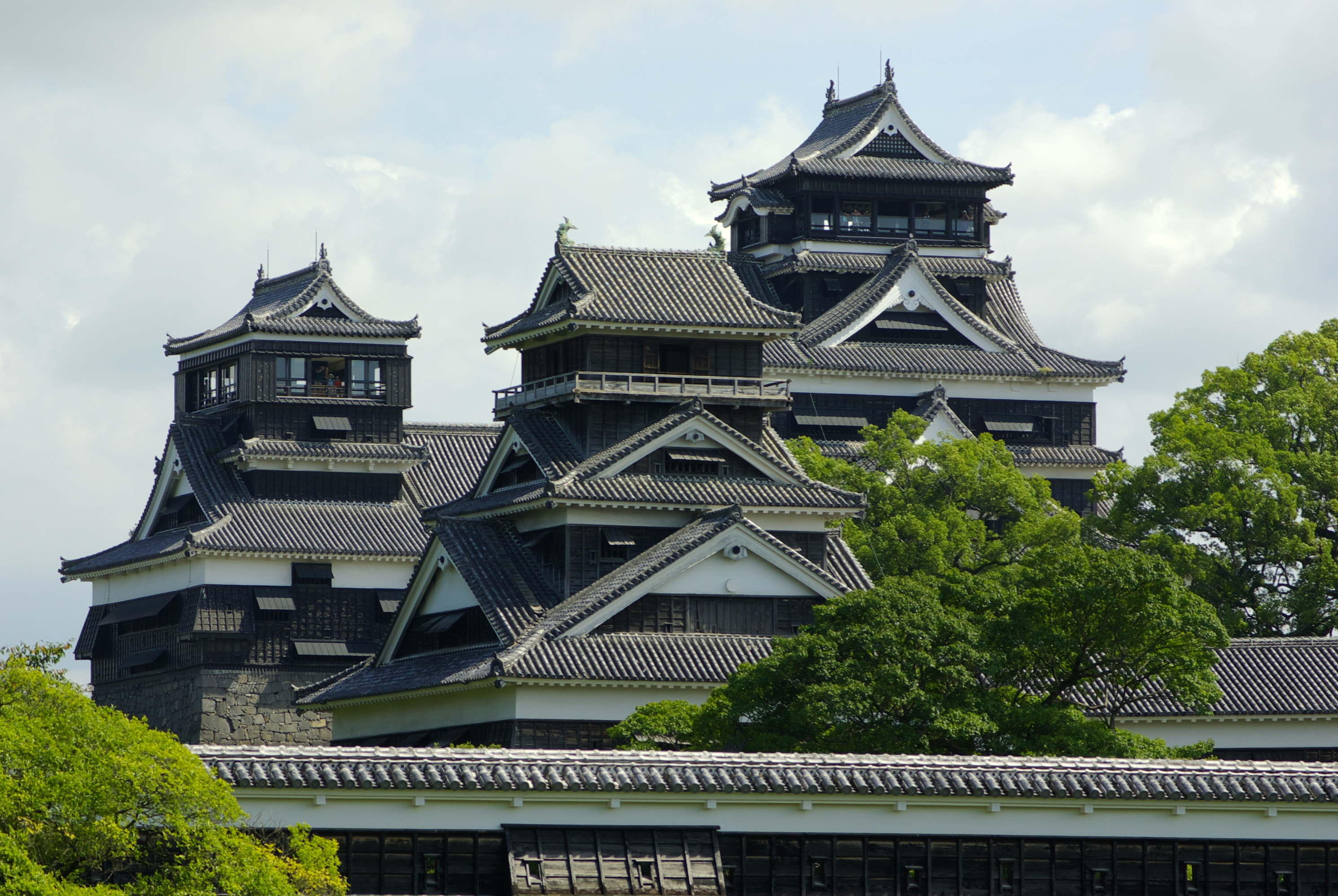
熊本城

くまもとアートポリス参加プロジェクトは数々の賞を受賞していることから、建築界では一定の評価を得ているとされる。一方、生活を無視したデザイン重視の計画である、「点から線へ、線から面へ」環境デザインを広げていこうという考え方は未だ機能していない、住民参加をさらに重視すべき、との批判もある。
一方、海外、特にアジア各国からは高い評価を受けており、文化・まちづくり・地方都市の活性化などのモデルケースとして首長や議員、自治体職員、大学教授、そしてテレビ局や新聞社などマスコミ関係者が多く訪れている。また阿蘇山や熊本城とともに熊本県における修学旅行コースの一部となっている施設もある。

## 年表
1987年
- 熊本県知事 細川護煕 欧州視察

1988年
- くまもとアートポリス 発足
- 初代コミッショナー 就任
- 第1回アートポリスシンポジウム

1989年
- 第2回アートポリスシンポジウム

1990年
- 第3回アートポリスシンポジウム
- 見学会
- コンペ「県営帯山A団地」

1991年
- くまもとアートポリス'92選定既存建造物 選定

1992年
- くまもとアートポリス'92

1993年
- 日本建築学会文化賞 受賞

1995年
- 第1回「くまもとアートポリス推進賞」
- 建築事業イメージアップ優秀賞 受賞 （全日本建設技術協会）
- コンペ「八代のバス停」

1996年
- 第2代コミッショナー 就任
- 第2回「くまもとアートポリス推進賞」
- くまもとアートポリス'96

1997年
- 第3回「くまもとアートポリス推進賞」

1998年
- 第4回「くまもとアートポリス推進賞」

1999年
- 第5回「くまもとアートポリス推進賞」
- わたしたちのまちづくり事業 創設

2000年
- 第6回「くまもとアートポリス推進賞」
- 対話型行政推進賞 受賞 （建設省）
- コンペ「清和文楽邑『道の駅公衆トイレ』」
- くまもとアートポリス2000 「地域と対話、地球とネットワーク」 （シンポジウム・展示会・見学会・パネル展・協賛事業）

2001年
- 第7回「くまもとアートポリス推進賞」
- シンポジウム「公共建築の新しいデザイン・プロセス：くまもとアートポリスの実験」
- 私たちのまちづくり事業 「南関町物産館・インフォメーションセンター（仮称）及び関川河川環境（公園）整備事業」

2002年
- 第8回「くまもとアートポリス推進賞」
- 講演会「bear-Talk 01『岡部憲明氏講演会〜建築家の旅』」

2003年
- 第9回「くまもとアートポリス推進賞」

2004年
- 第10回「くまもとアートポリス推進賞」
- くまもとアートポリス2004とユニバーサルデザイン展（シンポジウム・展示会・パネル展・協賛事業）

2005年
- 第3代コミッショナー就任
- 第11回「くまもとアートポリス推進賞」
- コンペ「くまもとアートポリス設計競技2005 次世代モクバン」

2006年
- 第12回「くまもとアートポリス推進賞」

2007年
- コンペ「くまもとアートポリス設計競技2007 モクバンR2（ラウンド・ツゥ）」
- プロポーザルコンペ「熊本駅東口駅前広場」
- 第13回「くまもとアートポリス推進賞」

2008年
- プロポーザルコンペ「宇土市立宇土小学校・網津小学校」
- プロポーザルコンペ「熊本駅西口駅前広場設計競技」
- くまもとアートポリス建築展2008 〜みちをひらく〜
- プロポーザルコンペ「宇城市立豊野幼小中一貫校設計業務」
- 第14回「くまもとアートポリス推進賞」

2009年
- 第15回「くまもとアートポリス推進賞」

2010年
- 第16回「くまもとアートポリス推進賞」
- コンペ「熊本県立球磨工業高校管理棟改築設計競技」

2011年
- 東北支援「みんなの家」プロジェクト
- プロポーザルコンペ「和水町立三加和地区小中併設型校舎設計業務」
- プロポーザルコンペ「和水町立菊水地区小中併設型校舎設計業務」
- 第17回「くまもとアートポリス推進賞」

2012年
- 「天草アーバ」建築塾
- 阿蘇「みんなの家」プロジェクト
- くまもとアートポリス建築展2012 〜みんなで考える〜
- 第18回「くまもとアートポリス推進賞」

2013年
- プロポーザルコンペ「天草市本庁舎設計業務」※事業中止
- プロポーザルコンペ「高野病院新築設計業務」
- 第19回「くまもとアートポリス推進賞」

2014年
- くまもとアートポリス2014アジア国際シンポジウム
- 第20回「くまもとアートポリス推進賞」

2015年
- プロポーザルコンペ「（仮称）熊本県総合防災航空センター」
- 第21回「くまもとアートポリス推進賞」

2017年
- くまもとアートポリス建築展2017
- 第22回「くまもとアートポリス推進賞」

## 歴代コミッショナーなど
初代
コミッショナー
- 磯崎新（建築家）

プロジェクト・コーディネーター
- 八束はじめ（建築家、芝浦工業大学教授）

アドバイザー
- 堀内清治（熊本大学教授）

第2代
コミッショナー
- 高橋靗一（建築家、大阪芸術大学名誉教授）

副コミッショナー
- 伊東豊雄（建築家）

第3代
コミッショナー
- 伊東豊雄（建築家）

アドバイザー
- 桂英昭（建築家、熊本大学准教授）
- 末廣香織（建築家、九州大学准教授）
- 曽我部昌史（建築家、神奈川大学教授）

顧問
- 堀内清治（熊本大学名誉教授）

## 参加プロジェクト
| 年   | 番号 | 名称                                                                            | 設計者                                                               | 所在地                              | 写真 | 備考                                                            |
| ---- | ---- | ------------------------------------------------------------------------------- | -------------------------------------------------------------------- | ----------------------------------- | ---- | --------------------------------------------------------------- |
| 1989 | 3    | 加久藤トンネル換気所                                                            | 小山明 パシフィックコンサルタント                                    | 人吉市大畑町、 宮崎県えびの市東川北 |      |                                                                 |
| 1989 | 6    | 熊本市花畑パークトイレ                                                          | 大塚豊一                                                             | 熊本市中央区花畑町                  |      |                                                                 |
| 1989 | 7    | 熊本市上江津湖畔トイレ                                                          | 日田兆                                                               | 熊本市中央区神水本町                |      |                                                                 |
| 1989 | 13   | 県道橋景観整備                                                                  | 倉俣史朗 高木冨士川計画事務所                                        | 熊本市                              |      | 基礎調査                                                        |
| 1989 | 15   | 光のまちづくり                                                                  | 岩崎敬 瀬口英徳                                                      | 山鹿市                              |      | 構想完了                                                        |
| 1989 | 18   | 玉名市文化施設構想                                                              | 豊田文生                                                             | 玉名市岩崎                          |      | 構想完了                                                        |
| 1990 | 1    | 熊本北警察署（現:熊本中央警察署）                                               | 篠原一男 太宏設計事務所                                              | 熊本市中央区草葉町                  |      |                                                                 |
| 1990 | 4    | 三角港フェリーターミナル「海のピラミッド」                                      | 葉祥栄                                                               | 宇城市三角町三角浦                  |      |                                                                 |
| 1990 | 24   | 公園ファニチャーデザイン 同整備マニュアル                                       | 沖健次 東京ランドスケープ研究所                                      |                                     |      |                                                                 |
| 1990 | 30   | 大甲橋景観整備                                                                  | 倉俣史朗                                                             | 熊本市中央区水道町                  |      | 設計完了                                                        |
| 1991 | 2    | 熊本県営保田窪第一団地                                                          | 山本理顕                                                             | 熊本市中央区帯山                    |      |                                                                 |
| 1991 | 5    | 八代市立博物館・未来の森ミュージアム                                            | 伊東豊雄                                                             | 八代市西松江城町                    |      | 公式サイト                                                      |
| 1991 | 8    | 熊本市営新地団地A                                                               | 早川邦彦                                                             | 熊本市北区清水新地                  |      |                                                                 |
| 1991 | 19   | 湯の香橋                                                                        | 岸和郎                                                               | 葦北郡芦北町湯浦                    |      |                                                                 |
| 1991 | 22   | 球磨工業高校伝統建築コース加工組立室棟                                          | 象設計集団                                                           | 人吉市城本町                        |      |                                                                 |
| 1991 | 26   | 石打ダム管理所                                                                  | 青木茂                                                               | 宇城市三角町中村                    |      |                                                                 |
| 1991 | 28   | 大津町第二庁舎・町民交流施設                                                    | 鈴木了二                                                             | 菊池郡大津町大津                    |      | 設計完了                                                        |
| 1992 | 9    | 熊本市営新地団地B                                                               | 緒方理一郎                                                           | 熊本市北区清水新地                  |      |                                                                 |
| 1992 | 17   | 熊本県営帯山A団地                                                               | 新納至門                                                             | 熊本市中央区帯山                    |      | コンペ開催 （応募数94）                                         |
| 1992 | 20   | 清和文楽館                                                                      | 石井和紘                                                             | 上益城郡山都町大平                  |      |                                                                 |
| 1992 | 21   | 熊本県立装飾古墳館                                                              | 安藤忠雄                                                             | 山鹿市鹿央町岩原                    |      |                                                                 |
| 1992 | 25   | 松島町合津終末処理場管理棟                                                      | 齋藤宏                                                               | 上天草市松島町合津                  |      |                                                                 |
| 1992 | 29   | 玉名天望館                                                                      | 高崎正治                                                             | 玉名市大倉                          |      |                                                                 |
| 1992 | 31   | 草地畜産研究所畜舎                                                              | トム・ヘネガン インガ・ダグフィンスドッター 桜樹会・古川建築事務所   | 阿蘇市西湯浦                        |      |                                                                 |
| 1992 | 32   | 再春館レディースレジデンス                                                      | 妹島和世                                                             | 熊本市中央区帯山                    |      |                                                                 |
| 1992 | 33   | 熊本県立美術館分館                                                              | エリアス・トーレス ホセ・アントニオ・マルチネス・ラペーニャ 大和設計 | 熊本市中央区千葉城町                |      |                                                                 |
| 1992 | 34   | 湯前まんが美術館・公民館                                                        | 桂英昭                                                               | 球磨郡湯前町                        |      |                                                                 |
| 1992 | 36   | つなぎ物産ギャラリー                                                            | 北山孝二郎                                                           | 葦北郡津奈木町岩城                  |      |                                                                 |
| 1992 | 39   | 阿蘇山上公共トイレ （TOTO AQUAPIT ASO）                                         | 木島安史                                                             | 阿蘇郡南阿蘇村                      |      |                                                                 |
| 1992 | 40   | 白川橋景観整備                                                                  | 藤江和子                                                             | 熊本市西区二本木                    |      |                                                                 |
| 1993 | 10   | 熊本市営新地団地C                                                               | 富永譲                                                               | 熊本市北区清水新地                  |      |                                                                 |
| 1993 | 27   | 熊本県営新渡鹿団地                                                              | 小宮山昭                                                             | 熊本市中央区渡鹿                    |      |                                                                 |
| 1993 | 37   | 教会の見えるチャペルの鐘展望公園                                                | 梅田正徳 スペースデザイン設計事務所                                  | 天草市河浦町崎津                    |      |                                                                 |
| 1993 | 38   | 花の温泉館                                                                      | ワークショップ                                                       | 阿蘇郡産山村田尻                    |      |                                                                 |
| 1993 | 41   | 杖立橋 Pホール                                                                  | 新井清一 シダ橋梁設計センター                                        | 阿蘇郡小国町下城                    |      |                                                                 |
| 1993 | 42   | 石打ダム資料館                                                                  | 入江経一                                                             | 宇城市三角町中村                    |      |                                                                 |
| 1994 | 14   | 熊本市営託麻団地                                                                | 坂本一成 長谷川逸子 松永安光                                         | 熊本市東区西原                      |      |                                                                 |
| 1994 | 35   | 熊本県営竜蛇平団地                                                              | 元倉眞琴                                                             | 熊本市中央区帯山                    |      |                                                                 |
| 1994 | 43   | 天草ビジターセンター・天草展望休憩所                                            | 古谷誠章 中川建築設計事務所                                          | 上天草市松島町合津                  |      |                                                                 |
| 1995 | 11   | 熊本市営新地団地D                                                               | 西岡弘                                                               | 熊本市北区清水新地                  |      |                                                                 |
| 1995 | 12   | 熊本市営新地団地E                                                               | 上田憲二郎                                                           | 熊本市北区清水新地                  |      |                                                                 |
| 1995 | 46   | 馬見原橋                                                                        | 青木淳 中央技術コンサルタンツ                                        | 上益城郡山都町馬見原                |      |                                                                 |
| 1995 | 48   | 熊本北警察署（現:熊本中央警察署）坪井交番                                       | マニュエル・タルディッツ 加茂紀和子                                  | 熊本市中央区坪井                    |      |                                                                 |
| 1995 |      | 花かごのバス停                                                                  | 熊倉洋介                                                             | 八代市松江城町                      |      | コンペ開催 ※現在の公式資料からは抹消されている                  |
| 1996 | 50   | 有明フェリー長洲港ターミナル                                                    | 石田敏明                                                             | 玉名郡長洲町長洲                    |      |                                                                 |
| 1996 | 51   | 荒尾警察署長洲交番                                                              | 塚本政利 設計機構ワークス                                            | 玉名郡長洲町長洲                    |      |                                                                 |
| 1997 | 16   | 牛深ハイヤ大橋                                                                  | レンゾ・ピアノ 岡部憲明 ピーター・ライス マエダ                      | 天草市牛深町                        |      |                                                                 |
| 1997 | 44   | うしぶか海彩館                                                                  | 内藤廣                                                               | 天草市牛深町                        |      | 公式サイト                                                      |
| 1997 | 49   | ふれあいセンターいずみ                                                          | 武田光史 ロゴス設計同人                                              | 八代市泉町下岳                      |      | 公式サイト                                                      |
| 1998 | 47   | 熊本県立天草工業高校実習棟・体育館                                              | 室伏次郎 SDA建築設計事務所                                           | 天草市亀場町亀川                    |      | 公式サイト                                                      |
| 1998 | 52   | 熊本県立あしきた青少年の家                                                      | エリア・ゼンゲリス エレーニ・ジガンテス 鈴木了二 島村建築設計事務所  | 葦北郡芦北町鶴木山                  |      | 公式サイト                                                      |
| 1998 | 53   | 草千里公衆トイレ                                                                | 塚本由晴 齋藤百樹建築設計事務所                                      | 阿蘇市永草                          |      |                                                                 |
| 1998 | 54   | 宇土マリーナハウス                                                              | 吉松秀樹                                                             | 宇土市下網田町                      |      |                                                                 |
| 1998 | 55   | 阿蘇・散墨園                                                                    | 堀正人                                                               | 阿蘇市黒川                          |      | コンペ開催 （応募数167）                                        |
| 1998 | 56   | 漁業取締事務所                                                                  | 小材健治                                                             | 宇城市三角町三角浦                  |      |                                                                 |
| 1999 | 23   | 鮎の瀬大橋                                                                      | 大野美代子 中央技術コンサルタンツ                                    | 上益城郡山都町菅                    |      |                                                                 |
| 1999 | 45   | 不知火文化プラザ                                                                | 北川原温 伊藤建築事務所                                              | 宇城市不知火町高良                  |      |                                                                 |
| 1999 | 57   | 水前寺江津湖公園管理棟                                                          | 牛田英作 キャサリン・フィンドレイ                                    | 熊本市東区広木町                    |      | 公式サイト                                                      |
| 1999 | 60   | 富岡園地公衆トイレ                                                              | 松本健志 A・I・R                                                     | 天草郡苓北町富岡                    |      | コンペ開催 （応募数167）                                        |
| 2000 | 59   | 熊本県立農業大学校学生寮                                                        | 藤森照信 入江雅昭 柴田真秀 西山英夫                                  | 合志市栄                            |      | 公式サイト                                                      |
| 2000 | 62   | 一の宮警察署内牧交番                                                            | 中尾寛 岩佐設計                                                      | 阿蘇市内牧                          |      |                                                                 |
| 2001 | 58   | 鹿北町アート・プロジェクト                                                      | 山田良 山田綾子                                                      | 山鹿市鹿北町岩野                    |      | コンペ開催 （応募数268）                                        |
| 2001 | 61   | 氷川ダム管理所                                                                  | 野中暉夫                                                             | 八代市泉町下岳                      |      |                                                                 |
| 2001 | 63   | 八代市立高田あけぼの保育園                                                      | みかんぐみ                                                           | 八代市本野町                        |      |                                                                 |
| 2001 | 66   | 清和文楽邑道の駅公衆トイレ                                                      | 小材健治                                                             | 上益城郡山都町大平                  |      | コンペ開催 （応募数44）                                         |
| 2002 | 65   | 文化交流センター「ひびき」 （砥用町文化交流センター「ひびき」）                 | 八束はじめ                                                           | 下益城郡美里町永富                  |      |                                                                 |
| 2002 | 67   | 合志市保健福祉センター「ふれあい館」 （西合志町保健福祉センター「ふれあい館」） | 今村雅樹 田尻設計                                                    | 合志市須屋                          |      |                                                                 |
| 2002 | 68   | 苓北町民ホール                                                                  | 阿部仁史 小野田泰明                                                  | 天草郡苓北町志岐                    |      |                                                                 |
| 2003 | 69   | 小国町立北里小学校 屋内運動場                                                   | 末廣香織 NKSアーキテクツ                                             | 阿蘇郡小国町                        |      |                                                                 |
| 2004 | 70   | 美里町林業総合センター （砥用町林業総合センター）                               | 西沢大良                                                             | 下益城郡美里町坂貫                  |      |                                                                 |
| 2004 | 71   | 一の宮直売所「四季彩いちのみや」 加工所「工房阿蘇ものがたり」                   | 岡部憲明                                                             | 阿蘇市一の宮町宮地                  |      |                                                                 |
| 2004 | 72   | 清和郷土料理館                                                                  | 石井和紘                                                             | 上益城郡山都町大平                  |      |                                                                 |
| 2004 | 73   | 新八代駅前モニュメント「きらり」                                                | 乾久美子                                                             | 八代市上日置町                      |      |                                                                 |
| 2005 | 64   | 南小国町営杉田団地・矢津田団地                                                  | 片山和俊 川崎設計事務所 太宏設計事務所                               | 阿蘇郡南小国町赤馬場                |      |                                                                 |
| 2005 | 74   | 球泉洞休暇村バンガロー「次世代モクバン」                                        | 藤本壮介                                                             | 球磨郡球磨村神瀬                    |      | コンペ開催 （応募数259）                                        |
| 2007 | 75   | 球泉洞休暇村バンガロー「モクバンR2」                                            | 渡瀬正記 永吉歩                                                      | 球磨郡球磨村神瀬                    |      | コンペ開催 （応募数566）                                        |
| 2007 | 76   | 地域資源活用総合交流促進施設 （芦北町交流センター）                             | 高橋晶子 高橋寛                                                      | 葦北郡芦北町花岡                    |      |                                                                 |
| 2007 | 77   | 熊本駅東口駅前広場                                                              | 西沢立衛                                                             | 熊本市西区春日                      |      | 指名型プロポーザル開催                                          |
| 2008 | 78   | 宇土市立宇土小学校                                                              | 小嶋一浩 赤松佳珠子                                                  | 宇土市高柳町                        |      | 公募型プロポーザル開催 （応募数56）                             |
| 2008 | 79   | 宇土市立網津小学校                                                              | 坂本一成                                                             | 宇土市網津                          |      | 公募型プロポーザル開催 （応募数60）                             |
| 2008 | 80   | 熊本駅西口駅前広場                                                              | 佐藤光彦                                                             | 熊本市西区春日                      |      | コンペ開催 （応募数205）                                        |
| 2008 | 81   | 宇城市立豊野幼・小中一貫校                                                      | 小泉アトリエ SDA建築設計事務所                                       | 宇城市                              |      | 公募型プロポーザル開催 （応募数25）                             |
| 2008 | 82   | 菊池市街地ポケットパーク                                                        | 塩塚隆生                                                             | 菊池市                              |      |                                                                 |
| 2009 | 83   | 白川河川敷利活用事業（公衆トイレ）                                              | 太田浩史                                                             | 熊本市中央区本山                    |      |                                                                 |
| 2010 | 84   | 熊本南警察署熊本駅交番                                                          | クライン・ダイサム・アーキテクツ                                     | 熊本市西区春日                      |      |                                                                 |
| 2010 | 85   | 熊本県立球磨工業高校管理棟                                                      | 高橋晶子 高橋寛                                                      | 人吉市城本町                        |      | コンペ開催 （応募数51）                                         |
| 2011 | 86   | 和水町立三加和地区小中併設型校舎                                                | NNSH設計共同体※                                                      | 玉名郡和水町板楠                    |      | 公募型プロポーザル開催 （応募数18） ※応募時の登録名             |
| 2011 | 87   | 和水町立菊水地区小中併設型校舎                                                  | 龍+いるか+西山協働設計集団※                                          | 玉名郡和水町前原                    |      | 公募型プロポーザル開催 （応募数34） ※応募時の登録名             |
| 2012 | 88   | 天草アーバ                                                                      | （建築塾塾生）                                                       | 天草市有明町上津浦美ノ越            |      | 建築塾を開催 （塾生20名+聴講生17名）                            |
| 2013 | 89   | 天草市本庁舎                                                                    | 山本理顕設計工場                                                     | 天草市東浜町                        |      | 公募型プロポーザル開催 （応募数8+1（県内協力事務所））※事業中止 |
| 2013 | 90   | 高野病院                                                                        | 共同建築設計事務所+コンテンポラリーズ※                               | 熊本市中央区大江                    |      | 公募型プロポーザル開催 （応募数11） ※応募時の登録名             |
| 2014 | 91   | 愛・ライフ内牧「みんなの家」                                                    |                                                                      | 阿蘇市                              |      |                                                                 |
| 2015 | 92   | 熊本県総合防災航空センター                                                      | 小川次郎+アトリエ・シムサ※                                           | 菊池郡菊陽町戸次                    |      | 公募型プロポーザル開催 （応募数 ） ※応募時の登録名              |

## KAP'92 選定既存建造物

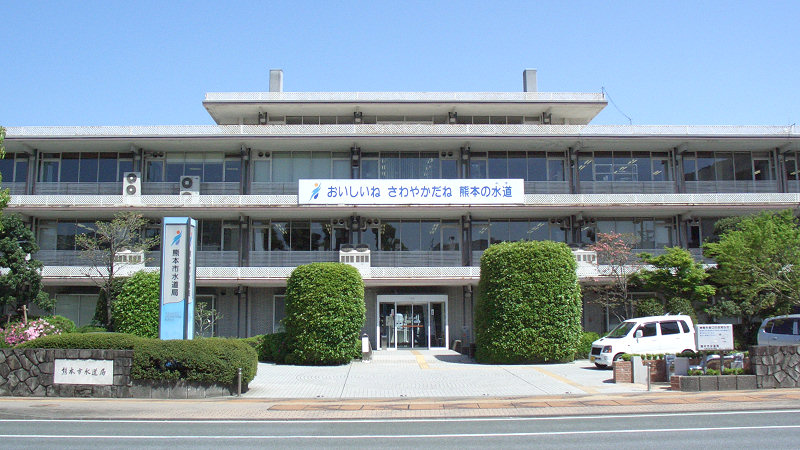
熊本市水道局

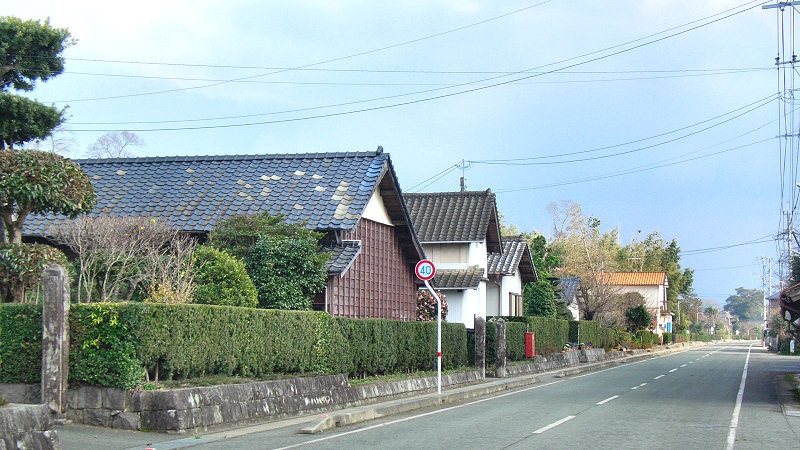
鉄砲小路

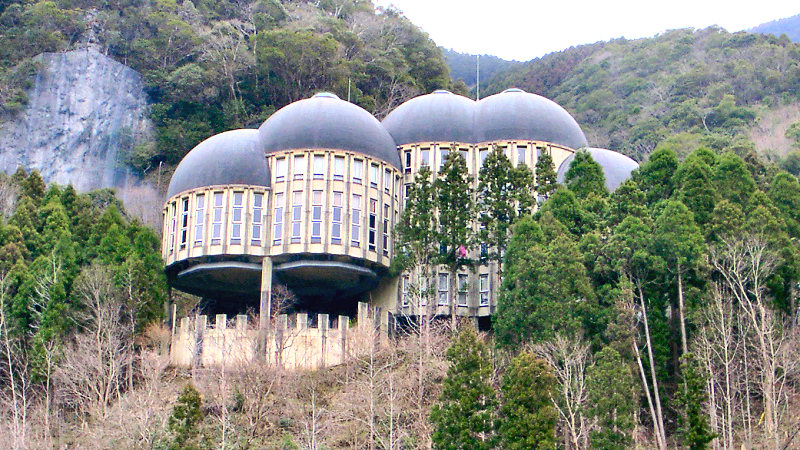
球泉洞森林館

- 細川家霊廟・泰勝寺
- 泰勝寺茶室「仰松軒」
- 熊本大学資料館 （五高記念館）熊本大学資料館
- 熊本大学資料館別館
- 熊本大学工学部研究資料館
- 熊本県立美術館本館
- 熊本城 （石垣・宇土櫓など）
- 数寄屋丸 （熊本城）
- 第一勧業銀行熊本支店 【現存せず】
- 細川家霊廟・妙解寺
- 熊本県営帯山第二団地
- 熊本県立東稜高等学校
- 水前寺成趣園
- 古今伝授の間 （水前寺成趣園）

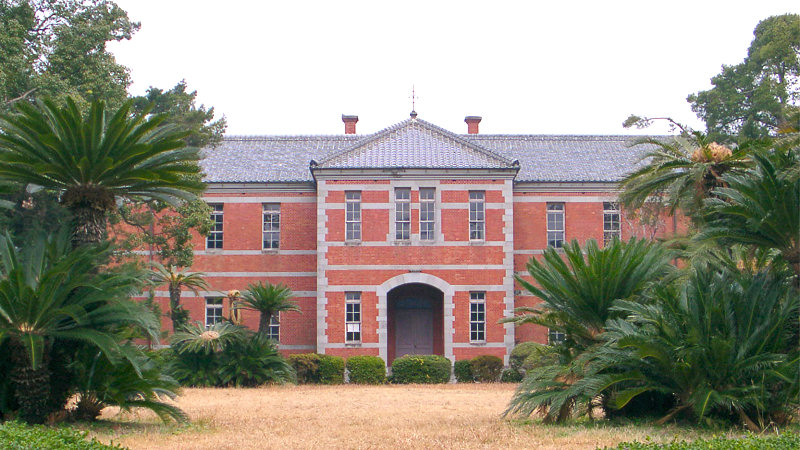
熊本大学資料館

- 熊本洋学校教師館「熊本洋学校教師館ジェーンズ邸」
- 熊本市水道局  【現存せず】公式サイト熊本市水道局
- 木魂館
- 小国町交通センター「ゆうステーション」
- 小国町民体育館 （小国ドーム）
- 八千代座
- 岩本橋
- 緒方家住宅
- 境家住宅
- 一の宮阿蘇神社
- 鉄砲小路

- アスペクタ
- 熊本テクノポリスセンター
- 西原村営河原団地
- 通潤橋
- 霊台橋
- 三角西港
- 梅の木轟公園吊り橋
- 熊本県水産研究センター
- 東陽村営淵の本団地「ゆうやの里」
- 松浜軒
- 祇園
- 大江教会堂
- 崎津教会堂
- 天草市営鬼塚団地（牛深市営鬼塚団地）
- 球泉洞森林館 公式サイト球泉洞森林館
- 青蓮寺阿弥陀堂
- 津奈木重磐岩眼鏡橋
- 青井阿蘇神社（桜門、本殿、幣殿、拝殿）
- 太田家住宅
- 明道寺阿弥陀堂 （城泉寺）
- 桑原家住宅

## 推進賞受賞施設
選考委員の肩書きは選定当時のものを記載。推進賞選賞は推進賞に次ぐ賞。
| 回・年        | 推進賞受賞施設 | 選考委員 |
| ------------- | --- | --- |
| 第1回 1995年  | 推進賞 - 小国町立西里小学校 - 東陽村石匠館 公式サイト - 八代広域行政事務組合消防本部庁舎 - 株式会社野田市兵衛商店 流通団地営業所 公式サイト - 清和物産館「四季のふるさと」 - 荒瀬ダムボートハウス - 出田眼科病院 公式サイト - 尚玄山荘 公式サイト | - 堀内清治 （熊本工業大学教授） - 桐敷真次郎 （東京家政学院大学教授） - 陣内ヒロミ （慈愛園パウラスホーム施設長） - トム・ヘネガン （アーキテクチャーファクトリー代表） - 永田求 （熊本県文化協会常務理事） - 早川邦彦 （早川邦彦建築研究室代表） - 久野啓介 （熊本日日新聞社論説委員長） - 渡辺定夫 （工学院大学教授）                                                                              |
| 第2回 1996年  | 推進賞 - 社会福祉法人慈愛園ノーマンホーム 公式サイト 推進賞選賞 - 阿蘇白水温泉「瑠璃」 公式サイト - ふるさとセンターY・BOX | - 堀内清治 （熊本工業大学教授） - 桐敷真次郎 （東京家政学院大学教授） - 陣内ヒロミ （慈愛園パウラスホーム施設長） - トム・ヘネガン （アーキテクチャーファクトリー代表） - 永田求 （熊本県文化協会常務理事） - 早川邦彦 （早川邦彦建築研究室代表） - 久野啓介 （熊本日日新聞社論説委員長） - 藤井輝彰 （熊本経済同友会副代表幹事） - 渡辺定夫 （工学院大学教授）                                      |
| 第3回 1997年  | 推進賞選賞 - 久連子古代の里 - 養護老人ホーム八代市立保寿寮 - 水俣市営洗切団地 - 丸尾焼工房 - 平井邸「人吉の舎II」 - 浮島周辺水辺公園 | - 第2回参照 |
| 第4回 1998年  | 推進賞選賞 - 老人保健施設かがみ苑 公式サイト - 熊本県信用保証協会八代支所 - HOUSE：H-M - 水俣市保健センター・水俣市総合もやい直しセンター - 古閑邸 - 聖母の丘 - 宮原町下宮はまどん公園                                                            | - 堀内清治 （熊本工業大学教授） - 大久保太郎 （熊本経済同友会副代表幹事） - 桐敷真次郎 （東京都立大学教授） - 陣内ヒロミ （慈愛園パウラスホーム施設長） - 轟多朗 （熊本県文化協会常務理事） - 早川邦彦 （早川邦彦建築研究室代表） - トム・ヘネガン （アーキテクチャーファクトリー代表） - 松下純一郎 （熊本日日新聞文化生活部次長） - 渡辺定夫 （工学院大学教授）                                    |
| 第5回 1999年  | 推進賞 - 水上村立湯山小学校 - 中央町総合交流ターミナル「石段の郷 佐俣の湯」 公式サイト 推進賞選賞 - 植柳新町公民館 （地域学習センター） - シルワ・エッセ - 50M－櫟の森美術館 公式サイト - 宮﨑耳鼻科 - 矢野邸                                     | - 第4回参照 |
| 第6回 2000年  | 推進賞選賞 - やつしろハーモニーホール 公式サイト - 城南の舎 - 中央町福祉保健センター「湯の香苑」 公式サイト - ネクステージ ビル - 熊本YMCA阿蘇キャンプメインホール - SECOND SIGHT - 霧の斎場                                                      | - 第4回参照 |
| 第7回 2001年  | 推進賞 - 荏原九州 - K.Residence 推進賞選賞 - つなぎ美術館 公式サイト - 稗田の舎 - ガレリアのある舎 - chase - キューネット社員寮「希翔館」 公式サイト                                                                                              | - 堀内清治 （くまもとアートポリスアドバイザー 熊本大学名誉教授） - 岡部憲明 （岡部憲明アーキテクチャーネットワーク代表 神戸芸術工科大学教授） - 桐敷真次朗 （東京都立大学名誉教授） - 轟多郎 （デザイントドロキ代表 熊本県文化協会理事） - 早川邦子 （オフィスホシコ代表 消費生活コンサルタント） - 星子邦子 - 松下純一郎 （熊本日日新聞社文化生活部次長兼論説委員） - 渡辺定夫 （東京大学名誉教授） |
| 第8回 2002年  | 推進賞 - 久野邸 - 立田山野外保育センター「雑草の森」 公式サイト - 八代の町屋 推進賞選賞 - いのうえデンタルクリニック - 大野温泉センター 公式サイト                                                                                                | - 第7回参照 |
| 第9回 2003年  | 推進賞 - 熊本保健科学大学 - I-HOUSE - 熊本市現代美術館「CAMK」 公式サイト 推進賞選賞 - UEDA.Residence | - 岡部憲明 （岡部憲明アーキテクチャーネットワーク代表 神戸芸術工科大学教授） - 轟多郎 （デザイントドロキ代表 熊本県文化協会理事） - 早川邦子 （オフィスホシコ代表 消費生活コンサルタント） - 堀内清治 （くまもとアートポリスアドバイザー 熊本大学名誉教授） - 松下純一郎 （熊本日日新聞社文化生活部次長兼論説委員） - 渡辺定夫 （東京大学名誉教授）                                                  |
| 第10回 2004年 | 推進賞 - 九州新幹線 新水俣駅 - S.W.H - 田迎の家 推進賞選賞 - 東海大学付属第二高等学校 公式サイト - ひだまりのまち B4 | - 第9回参照 |
| 第11回 2005年 | 推進賞 - K-house in 近見 推進賞選賞 - 高瀬蔵 公式サイト - 3Towers - 美里町立中央小学校体育館 - 玉名温泉つかさの湯 公式サイト - 堀田眼科医院 | - 武田光史 （日本工業大学教授 武田光史建築デザイン事務所代表） - 轟多郎 （デザイントドロキ代表 熊本県文化協会理事） - 古谷誠章 （早稲田大学教授 スタジオナスカ代表） - 星子邦子 （オフィスホシコ代表） - 松尾正一 （熊本日日新聞社文化生活部次長） - 村橋久昭 （崇城大学教授 熊本県建築士会会長） - 元倉眞琴 （東北芸術工科大学教授 スタジオ建築計画代表）                                           |
| 第12回 2006年 | 推進賞 - 阿蘇の舎 - nina Dental Clinic - 西の久保公園 - "B"-studio - 永田歯科 | - 第11回参照 |
| 第13回 2007年 | 推進賞 - H-court - 熊本学園大学14号館（60周年記念館） - 城下町の住宅 - 多良木町交流館石倉 - グリーン、ツィードアンドカンパニーアジアエンジニアリングセンター 推進賞選賞 - AI mall - コンパスポイント本社ビル                                      | - 第11回参照 |
| 第14回 2008年 | 推進賞 - 障害者多機能型施設 高森寮 - B-house in 島崎 - ジャングルジムの家 - Chro-e#01 - ガーデンコート ゆうかり - 松木運輸株式会社 推進賞選賞 - しらさぎおざや - 済生会熊本病院 外来がん治療センター                                              | - 北野隆 （熊本大学名誉教授） - 武田光史 （日本工業大学教授 武田光史建築デザイン事務所代表） - 轟多郎 （デザイントドロキ代表 熊本県文化協会理事） - 古谷誠章 （早稲田大学教授 スタジオナスカ代表） - 星子邦子 （オフィスホシコ代表） - 松尾正一 （熊本日日新聞社文化生活部次長） - 元倉眞琴 （東北芸術工科大学教授 スタジオ建築計画代表）                                                            |
| 第15回 2009年 | 推進賞 - 畑の中の一軒家 - 川上酒店 - i-CUBE #01 - 光の森の住宅 推進賞選賞 - 桜木の家 - R-house in 梶尾 - YMCA赤水保育園 - 熊本市下通2・3・4番街アーケード                                                                                         | - 北野隆 （熊本大学名誉教授） - 武田光史 （日本工業大学教授 武田光史建築デザイン事務所代表） - 土田隆 （熊本日日新聞社文化部次長） - 轟多郎 （デザイントドロキ代表 熊本県文化協会理事） - 古谷誠章 （早稲田大学教授 スタジオナスカ代表） - 星子邦子 （オフィスホシコ代表） - 元倉眞琴 （東北芸術工科大学教授 スタジオ建築計画代表）                                                                  |
| 第16回 2010年 | 推進賞 - 道と暮らす家 - 天草文化交流館 推進賞選賞 - C-HOUSE - 芦北町立佐敷小学校 - 百年遺伝子の門 - T-house in 高森 | - 青木淳 （神戸芸術工科大学客員教授 青木淳建築計画事務所代表） - 大野郁子 （イラストレーター JAGDA会員） - 北野隆 （熊本大学名誉教授） - 高橋晶子 （武蔵野芸術大学教授 ワークステーション共同主宰） - 塚本由晴 （東京工業大学大学院准教授 アトリエ・ワン） - 土田隆 （熊本日日新聞社文化部次長） - 西嶋公一 （オフィス・ムジカ代表 熊本県文化懇話会常任世話人・熊本県文化協会常務理事）              |
| 第17回 2011年 | 推進賞 - 熊本市医師会館・看護専門学校 - 高瀬 推進賞選賞 - 宮原邸 - 嘉島の家 - 田園住宅（篠崎邸） - I-apartment - 松の湯 - 矢部の家 - Shipな家 | - 第16回参照 |
| 第18回 2012年 | 推進賞 - 行德眼科 - 八代の家 推進賞選賞 - 護岸の家 - 器季家カフェ - 阿蘇くまもと空港国内線ターミナルビル - 小規模多機能型居宅介護ハイマートの郷 - ユウハウス - House - Sim - ±5° SEPPAN BOX                                                       | - 青木淳 （青木淳建築計画事務所代表） - 大野郁子 （イラストレーター JAGDA会員） - 北野隆 （熊本大学名誉教授） - 高橋晶子 （武蔵野芸術大学教授 ワークステーション共同主宰） - 塚本由晴 （東京工業大学大学院准教授 アトリエ・ワン） - 藤本英行 （熊本日日新聞社文化生活部編集局次長兼編集委員） - 西嶋公一 （オフィス・ムジカ代表 熊本県文化懇話会常任世話人・熊本県文化協会常務理事）                 |
| 第19回 2013年 | 推進賞 - 大江の舎/親誼書房 - T邸 推進賞選賞 - 風と共に - 中九州クボタ本社・物流センター - 南阿蘇原眼科 - 光陰Archive/長洲の家 - 坪井の家 - 渡邉総合内科クリニック／高森わたなべ薬局                                                               | - 第18回参照 |
| 第20回 2014年 | 推進賞 - 沼山津の家 - House F, nagamine - 湯浦温泉センター - MA-HOUSE - 供養普請の家（佐藤忠商店） 推進賞選賞 - 古代の風 黒の蔵 - 多良木町埋蔵文化等センター - - 熊本市西区役所 - 旅館 心乃間間（このまま）                                       | - 青木淳 （青木淳建築計画事務所代表） - 大野郁子 （イラストレーター JAGDA会員） - 北野隆 （熊本大学名誉教授） - 高橋晶子 （武蔵野芸術大学教授 ワークステーション共同主宰） - 田野弘一郎 （熊本日日新聞社編集局文化生活部長兼論説委員） - 塚本由晴 （東京工業大学大学院准教授 アトリエ・ワン共同主宰） - 西嶋公一 （オフィス・ムジカ代表 熊本県文化協会常務理事）                                     |
| 第21回 2015年 | 推進賞 - Leeこどもクリニック - 千丁の家 - 京町の家 - T.house in 武蔵塚 - 33°46′48″ 推進賞選賞 - 玉東町の家 - 第一幼稚園 - 南阿蘇の小さな診療所 - 薬味箪笥の家（やくみだんすのいえ）                                                               | - 第20回参照 |
| 第22回 2017年 | 推進賞 - わかたけ保育園 - 再春館製薬所体育館サクラリーナ 推進賞選賞 - SA-HOUSE - GALLERY FLOWER GARDEN - 熊本県民テレビ新社屋 | - 青木淳 （青木淳建築計画事務所代表） - 大野郁子 （イラストレーター JAGDA会員） - 北野隆 （熊本大学名誉教授） - 高橋晶子 （武蔵野芸術大学教授 ワークステーション共同主宰） - 塚本由晴 （東京工業大学大学院准教授 アトリエ・ワン共同主宰） - 西嶋公一 （オフィス・ムジカ代表 熊本県文化協会常務理事） - 農孝生 （熊本日日新聞社編集局文化生活部次長兼論説委員）                                       |

## 参考資料
- 「SD 1991年1月号 - 特集くまもとアートポリス」鹿島出版会 1991年1月
- 「ja 10号（1993年夏号）- くまもとアートポリス・建築の公共性」新建築社 1993年
- 「造景 No.10（1997年8月号）- 特集くまもとアートポリスの場合・設計者選定の大いなる実験」建築資料研究社 1997年8月
- 「くまもとアートポリスガイドブック」熊本県・熊本日日新聞情報文化センター（くまもとアートポリス'92実行委員会）1992年10月
- 「くまもとアートポリスニュース」熊本県土木部建築課
- 「くまもとアートポリスパンフレット」熊本県土木部建築課
- 「くまもとアートポリスカード」熊本県土木部建築課
- 熊本日日新聞データベース